# Real Audiencia de Caracas
La Audiencia y Cancillería Real de Caracas o simplemente Real Audiencia de Caracas fue el más alto tribunal de la Corona española en el territorio de la Capitanía General de Venezuela. Fue creada el 6 de julio de 1786, en la ciudad de Santiago de León de Caracas, siendo la última real audiencia en ser organizada en América continental, previa a las guerras de independencia hispanoamericanas. Fue instalada el 19 de julio de 1787.

## Estructura
Estaba formada regularmente por un regente muchedumbre, tres oidores y un fiscal. Su función era administrar justicia y vigilar la actuación de los funcionarios reales, en su correspondiente jurisdicción y sólo respondía directamente al Consejo de Indias en España.
La real cédula de 15 de mayo de 1786, la primera que hace referencia a esta Real Audiencia, menciona sus límites y los funcionarios la misma:

Ha resuelto Su Majestad con vista de todo, que continúe la Provincia de Maracaibo unida como lo está a la Capitanía General e Intendencia de Caracas, observándose lo dispuesto por Real Cédula de 15 de febrero de este año sobre la agregación de la Ciudad de Trujillo y su jurisdicción al Gobierno de Maracaibo; y creación de la Provincia de Barinas en Comandancia separada, con calidad de por ahora. Y para evitar los perjuicios que se originan á los habitantes de dichas Provincias de Maracaibo, la de Cumaná, Guayana, Margarita é Isla de Trinidad, comprendidas en la misma Capitanía General de recurrir por apelación de su negocios á la Audiencia pretorial de Santo Domingo, ha resuelto el Rey crear otra en Caracas, compuesta por ahora por un Decano Regente, tres Oidores y un Fiscal; dejando igual número de Ministros, en la de Santo Domingo, y ciñendo su distrito a la parte española de aquella Isla, la de Cuba y Puerto Rico; a cuyo fin nombra Su Majestad desde luego los Ministros que han de servir en una y otra.